# Stio
Stio è un comune italiano di 764 abitanti della provincia di Salerno in Campania.

## Geografia fisica

### Territorio
Sorge nell'entroterra collinare del Cilento, nell'area dell'omonimo parco nazionale, a sud della Valle del Calore. Il suo confine orientale, con Campora, è attraversato dal torrente Trenico.
- Classificazione sismica: zona 2 (sismicità media), Ordinanza PCM. 3274 del 20/03/2003.

### Clima
La stazione meteorologica più vicina è quella di Casal Velino. In base alla media trentennale di riferimento 1961-1990, la temperatura media del mese più freddo, gennaio, si attesta intorno ai 0° con picchi fino ai -10 °C quella del mese più caldo, agosto, è di +28 °C.

## Storia
Anche se l'etimologia non è certa, alcuni storici concondarno sul fatto che il nome Stio derivi dal latino ostium, ovvero ingresso, ad indicare il luogo d'accesso allo Stato di Magliano, uno dei cinque stati della Normanna baronia di Novi.
Il borgo di Stio ha origine intorno all'anno mille, ma già in epoca Enotria prima e Lucana poi era
abitato da quelle genti, come testimoniano i reperti rinvenuti in località "Chiano Rosario". Una serie di oggetti ora custoditi dalla Sovrintendenza di Ascea Velia, databili al III- IV secolo a.C., pesi di telaio, vasi, ed altri oggetti di uso domestico, che testimoniano come il sito di Chiano Rosario Casalicchio fosse un insediamento stabile in epoca Lucana (III - IV secolo a.C.).
Con la costituzione dello stato di Magliano in epoca normanna, (nel 1011) il casale di Stio venne aggregato al detto stato insieme ad altri quattro casali: Gorga (gurge), Capizzo (capitium) e Magliano Vetere.
Fu "Università" autonoma e si fregiava di un proprio simbolo, consistente in tre martelli su un leone rampante.
Seguì le sorti dello stato di Magliano e della successiva baronia fino al 1806, quando con l'eversione della feudalità, Stio venne eletta capoluogo di comune, e ad esso, venne aggregata la frazione di Gorga.
Dal 1811 al 1860 ha fatto parte del circondario di Gioi, appartenente al distretto di Vallo del regno delle Due Sicilie.
Dal 1860 al 1927, durante il regno d'Italia ha fatto parte del mandamento di Gioi, appartenente al circondario di Vallo della Lucania.

## Monumenti e luoghi d'interesse
Caratteristico il centro storico che già in epoca normanna era fortificato. Recenti indagini alla ex chiesa di San Pietro, a sud del paese, nel corso dei restauri della chiesa hanno messo in evidenza murature di costruzione medievale, e la tipologia della struttura edificata fa pensare che lì era una fortezza a controllo della via che collegava i due castelli di Gioi e di Magliano.
A circa 2 km dal centro del paese, attraverso una vegetazione folta e sentieri sterrati, si giunge alla "valle dei Mulini": qui, lungo un caratteristico fiume, è possibile ammirare i ruderi (alcuni risalenti al 1300) di cinque mulini ad acqua.
Il fiume, in alcune zone, forma delle conche simili a fredde piscine naturali: tra queste, davvero particolare è il cosiddetto Puzzo re zi Rafaili, a valle di un paesaggio naturale e selvaggio caratterizzato da scale in legno e tavoli con sedie di pietra.

## Società

### Evoluzione demografica
Abitanti censiti

## Cultura

### Eventi
Diverse le ricorrenze, antiche o recenti, che ogni anno si festeggiano a Stio.

#### Fiera della Croce
La fiera, che è la più antica del Cilento, si tiene a inizio settembre. Ha origine nel Medioevo, quando i monaci basiliani della cappella di "Santa Maria della Croce" richiamavano i pellegrini non soltanto per visitare la preziosa reliquia della croce, portata in loco per volere di San Nilo, ma anche per commerciare i propri prodotti. Divenuta nel tempo molto famosa, la fiera si distinse come punto di fervide attività commerciali in modo particolare per il commercio della seta. Si è sempre tenuta nei terreni circostanti la Chiesa di S.Maria della Croce, da cui prese il nome. Fin dalla sua istituzione è stata caratterizzata da un gran numero di affari. Nel 1810, ad esempio, furono effettuati scambi per un valore di ben 12.750 ducati.

#### Festa di San Vito
Introdotta nel 1887, è una festa votiva dedicata al santo per la protezione dai cani idrofobi. Si celebra il 15 di giugno.

#### Festa di S. Pasquale Baylon
Istituita nell'anno 1730, si tiene il 17 maggio e in occasione dell'ultima domenica di agosto. È la festa del santo patrono: l'origine della devozione al santo spagnolo si deve ad un frate del convento francescano di Gioi; costui, con le sue prediche, accese la devozione a san Pasquale nel cuore dell'arciprete del tempo don Nicola de Matthaeis che, a sua volta, la trasmise al popolo stiese.

## Economia
Ricco di sorgenti e boschi di cerri, faggi, ontani e castagni, basa la sua economia prevalentemente sull'agricoltura e la pastorizia. Di grande rilievo è la produzione di castagne e del relativo miele, nonché la raccolta di ortaggi, patate e legumi (in particolare i fagioli regina di Gorga).

## Infrastrutture e trasporti

### Strade
- Strada Regionale 488/c Felitto-Ponte Rotto-Bivio Magliano-Stio(Innesto SP 47).
- Strada Regionale 488/d Innesto SP 47 (bivio Stio)-Innesto SP 142 (bivio Campora)-Innesto SP 47 (bivio Moio della Civitella).
- Strada Provinciale 13/c Monteforte Cilento-bivio Magliano-Stio.
- Strada Provinciale 47 Innesto SR 488(Stio)-Bivio SP 56(Orria)-Bivio SP 370-Bivio SP 80-Cardile-Innesto SR 488(Moio).
- Strada Provinciale 159/a Stio-Gorga-Cicerale.

## Amministrazione
| Periodo | Periodo   | Primo cittadino        | Partito      | Carica  | Note |
| ------- | --------- | ---------------------- | ------------ | ------- | ---- |
| 2022    | in carica | Rag. Giancarlo Trotta  | Lista civica | Sindaco |      |
| 2012    | 2022      | Dott. Natalino Barbato | Lista civica | Sindaco |      |
| 2002    | 2012      | Avv. Pasquale Caroccia | Lista civica | Sindaco |      |

### Gemellaggi
- Dingé

### Altre informazioni amministrative
Le competenze in materia di difesa del suolo sono delegate dalla Campania all'Autorità di bacino regionale Sinistra Sele e all'Autorità di bacino interregionale del fiume Sele.